# Phascolarctos stirtoni
Phascolarctos stirtoni, denominado a veces el koala gigante, es una especie extinta de marsupial arborícola que vivió en Australia durante la época del Pleistoceno. Phascolarctos stirtoni era cerca de un tercio más grande que el koala actual, y tenía un peso estimado de 29 kilogramos, el cual es el mismo peso que un koala macho moderno grande. Aunque se considera parte de la llamada megafauna australiana, su masa corporal lo excluye de las definiciones formales de megafauna. Se ha descrito más apropiadamente como un koala robusto, más que un «gigante»; mientras que algunos animales de la megafauna australiana, tales como Diprotodon y Procoptodon goliah, eran sin lugar a dudas gigantes.
Las dos especies de coala coexistieron durante el Pleistoceno, ocupando el mismo nicho ecológico arbóreo. La razón de la extinción de la especie más robusta de las dos hace unos 50 000 años sigue siendo desconocida.